# 全氟丁磺酰氟
全氟丁磺酰氟（英語：Perfluorobutanesulfonyl fluoride），又称九氟丁磺酰氟（英語：nonafluorobutanesulfonyl fluoride），缩写NfF，是一种有机化合物，属磺酰卤的全氟衍生物。为无色易挥发液体，不溶于水但溶于常见的有机溶剂。其通过环丁砜电化学氟化得到，并用于制备全氟丁磺酸盐或全氟丁磺酸酯，因为这类化合物可充当钯催化的偶联反应的亲电试剂，在有机合成中有重要运用。全氟丁磺酰氟作为一种全氟烷基磺酰化试剂，与常用的三氟甲磺酸酐相比更稳定且成本更低。其结构中可离去的酰氟原子可以被胺、酚盐以及烯醇盐等亲核试剂取代，分别得到对应的磺酰胺、磺酸芳香醇酯和磺酸烯醇酯。然而全氟丁磺酰氟不能被水这种弱亲核试剂进攻，因此在pH < 12的水溶液中很稳定。全氟丁磺酰氟与氢氧化钡反应会水解产生全氟丁磺酸钡Ba(ONf)2，Ba(ONf)2与硫酸反应会进一步得到全氟丁磺酸和硫酸钡沉淀。

## 提纯
市售的全氟丁磺酰氟常含有6-10%的全氟环丁砜杂质，全氟环丁砜是在全氟丁磺酰氟生产过程中产生。将其与K3PO4和K2HPO4的1:1 摩尔比的高浓度水溶液进行强力搅拌96小时，静置分层除去水相后加入P2O5进行蒸馏就可得到纯度>99%的全氟丁磺酰氟，而且该方法几乎没有全氟丁磺酰氟损耗。

## 对应的磺酸芳香醇酯和磺酸烯醇酯合成
全氟丁磺酸的芳香醇酯和烯醇酯常作为钯催化交叉偶联反应中的亲电试剂。其反应性和常用的三氟甲磺酸类亲电试剂相似，但全氟丁磺酸酯更不易于水解产生对应的酮（烯醇互变异构产物）或酚。其耐水解特性使得其在布赫瓦尔德-哈特维希偶联反应成为一种很好的亲电试剂，以次减少水解副反应带来的反应产率下降。
β-酮酯的烯醇钠盐与1.15当量的全氟丁磺酰氟反应可高产得到相应的全氟丁磺酸烯醇酯。2-甲氧基乙酰乙酸乙酯（即R=R'=-CH3）利用该方法可以得到极高纯度（几何级）的E异构体。
一些简单的醛或酮与全氟丁磺酰氟在诸如DBU、磷腈等碱存在下反应可以得到高产率的全氟丁磺酸烯醇酯，而不生成单独的烯醇盐。采用不对称酮与全氟丁磺酰氟在P2-磷腈碱作用下置于-30至-20°C间反应可以得到少取代的全氟丁磺酸烯醇酯。若采用三氟甲磺酸酐进行类似的反应则需用到昂贵的2,6-二叔丁基吡啶才能得到较高的产率。
全氟丁磺酰氟与烯醇盐反应结果很大程度上取决于烯醇盐中烯醇阴离子和金属阳离子的结构。例如，与甲基酮的烯醇锂盐反应时，全氟丁磺酰氟会亲电进攻烯醇中的O原子（预期反应位点）和C原子（非预期反应位点），从而得到混合产物。这种效应在频哪酮的烯醇锂盐中尤为明显，它会产生有利于进攻C原子的2:1混合产物。取代程度更高的烯醇锂盐仅产生O-磺酰化产物，产率各不相同。
三甲基硅基烯醇基醚与全氟丁磺酰氟在亚化学计量的氟离子存在下，以0°C至室温间反应可以得到产率适中的全氟丁磺酸烯醇酯。有研究表明采用干燥的四丁基氟化铵作为氟离子源效果最好，但采用CsF能适应复杂和困难的情况。
全氟丁磺酸芳香醇酯可由全氟丁磺酰氟与酚在碳酸钾和三乙胺等碱作用下直接反应得到，并且近乎完全反应。氢化钠和丁基锂等强碱也可以用，但有时产率会较低。

## 与醇反应
全氟丁磺酰氟与醇的反应凸显了全氟丁磺酸烷基醇酯的不稳定性，大多数情况下，与醇反应要么得到的是氟代烷（由F-进攻全氟丁磺酸烷基醇酯中间产物得到）；要么是烯烃（酯中间体发生全氟丁磺酸消去反应）。

## 合成二全氟丁磺酸酰亚胺(Nf2NH)
在乙腈中，全氟丁磺酰氟在三乙胺存在下与氯化铵发生反应得到二全氟丁磺酸酰亚胺三乙铵盐，产率为97%。类似地，在三乙铵-KOH的甲醇溶液中反应可得到相应的钾盐。利用Amberlite IR-100阳离子交换树脂作为固定相，甲醇作为洗脱剂进行离子交换色谱分离可得到超强酸二全氟丁磺酸酰亚胺，这一过程中可能还产生了MeOH2+ Nf2N−盐。